# Imigração pomerana no Brasil
A imigração pomerana no Brasil foi o movimento migratório ocorrido no século XIX, aproximadamente 30 mil pomeranos imigraram para o Brasil e existem atualmente 300 mil descendentes destes no Brasil. Brasil que é o segundo país com mais imigrantes pomeranos, atrás apenas dos Estados Unidos.

## História
Em 1856, a primeira leva de pomeranos chega ao estado do Espírito Santo, fugidos da perseguição que sofriam do regime czarista [carece de fontes?]. Embora já houvesse a presença de alemães no estado, foi somente com a chegada destes novos imigrantes que a colonização alemã  ganhou força. Atualmente, lá encontra-se a maior concentração de pomeranos no Brasil superando, inclusive, o Rio Grande do Sul, conhecido pela grande concentração de imigrantes alemães.
Na região Sul, a chegada dos pomeranos se deu em outubro de 1857. A chegada de pomeranos em São Lourenço, começou trinta e quatro anos após o início da imigração alemã no Rio Grande do Sul que teve como marco a formação da colônia de São Leopoldo. Esse fluxo de pomeranos para a parte sul do estado se deveu ao trabalho de Jacob Rheigantz. Ele era sócio da Casa Comercial de Guilherme Ziegenbein, de Rio Grande, e viajava muito para a região de São Lourenço, que já era ocupada havia setenta anos por imigrantes açorianos e portugueses oriundos de Laguna. Conhecendo as potencialidades da área para a produção de alimentos, Rheigantz celebrou um contrato com o Império, comprometendo-se a ocupar a Serra dos Tapes com alemães, suíços ou belgas - ele comprou as terras onde se daria o assentamento e recebeu uma ajuda de custo por cada colono que assentasse.
No Rio Grande do Sul a maior concentração de descendentes de pomeranos está situada em Harmonia, considerada a região mais "pomerana" do Estado. Calcula-se que 99% dos moradores sejam de origem pomerana. Outra famosa concentração de pomeranos se encontra no estado de Santa Catarina, em Pomerode. A área onde hoje se situa Pomerode fazia parte, inicialmente, da colônia de Blumenau. A ocupação dos primeiros lotes coloniais ao longo do Rio do Testo deu-se em 1861, onze anos após a fundação da Colônia Blumenau.
À época da imigração, no século XIX, as regiões para imigrantes costumavam receber o nome da localidade de onde eram provenientes seus colonizadores. Assim se deu com os primeiros lotes ocupados na margem do Rio do Testo próximos à sua confluência com o Rio Itajaí-Açu, em uma região que hoje ainda faz parte de Blumenau. Lá foram assentadas inicialmente seis famílias originárias de Baden, na Alemanha, razão pela qual a região foi denominada Badenfurt. Da mesma forma o nome Pomerode deriva da região de origem de seus fundadores, pois nos trechos médio e superior do Rio do Testo, onde hoje se localiza o município de Pomerode, os lotes coloniais foram ocupados por imigrantes provenientes da Pomerânia (Pommernland na língua pomerana), no norte da Alemanha, junto ao Mar Báltico.